# Olimje
Olimje je naselje u slovenskoj Općini Podčetrtku, u pokrajini Štajerskoj i statističkoj regiji Savinjskoj. 

## Stanovništvo
Prema popisu stanovništva iz 2002. godine naselje je imalo 250 stanovnika.

## Znamenitosti
- franjevački samostan (bivši pavlinski)